# Jan Björklund
Jan Arne Björklund (Skene, 18 april 1962) is een Zweeds politicus. Hij is lid van de partij Liberalerna (L), waarvan hij tussen 2007 en 2019 de politiek leider was. In het kabinet van Fredrik Reinfeldt was Björklund actief als minister van Onderwijs (2007–2014) en vicepremier (2010–2014).

## Biografie
Björklund is de zoon van een lokale handelaar uit Skene. Hij is gehuwd en heeft twee zonen.
Zijn carrière begon hij in de jongerenbeweging van zijn partij. Als vertegenwoordiger daarvan kwam hij bij het bestuur van de Folkpartiet. Hij engageerde zich in de lokale politiek van Stockholm, waarin hij tijdens het grootste deel van de jaren 1990 en van 2002 tot 2006 oppositie voerde. Tussen 1998 en 2002 bestuurde hij de stad mee als verantwoordelijke voor onderwijs. In 1997 werd hij tweede vicevoorzitter van de liberalen en in 2001 eerste vicevoorzitter. Toen de voorzitter van de Folkpartiet, Lars Leijonborg, in 2007 zijn vertrek aankondigde, werd Björklund unaniem aangeduid als nieuwe partijleider.
Jan Björklund wordt beschouwd als behorend tot de meer rechtse vleugel van zijn partij. Hij bekritiseerde vooral het Zweedse onderwijssysteem, waarvan hij vond dat er niet voldoende kennis werd aangereikt. In 2003 was hij voor de Amerikaanse invasie in Irak. Hij vond ook dat zijn land meer strijdkrachten moest kunnen inzetten dan destijds het geval was.
Nadat de Allians för Sverige in 2006 de Zweedse parlementsverkiezingen won, werd Björklund minister van Onderwijs in de regering van premier Fredrik Reinfeldt. Vanaf 2010 was hij tevens vicepremier. Onder Björklunds leiding verloren de liberalen bij de verkiezingen van 2010 vier zetels en bij de verkiezingen van 2014 nog eens vijf. Met het aantreden van het kabinet-Löfven I in oktober 2014 belandde de partij weer in de oppositie en kwam er een einde aan Björklunds ministerschap. Hij bleef tot 2019 wel actief als partijleider en parlementslid. In 2020 werd hij benoemd als de Zweedse ambassadeur in Italië.